# Thồm lồm
Lá lồm, thồm lồm, nghể Trung Quốc (danh pháp khoa học: Persicaria chinensis) là một loài thực vật có hoa trong họ Rau răm (Polygonaceae). Loài này được Carl Linnaeus mô tả khoa học đầu tiên năm 1753 dưới danh pháp Polygonum chinense. Năm 1913 Hugo Gross chuyển loài này sang chi Persicaria.
Loài này phổ biến rộng tại Trung Quốc, Nhật Bản, tiểu lục địa Ấn Độ, Indonesia, Malaysia và Việt Nam.